# Zsengellér István
Zsengellér István (Cegléd, 1931. október 18. – 2022. november 15. vagy előtte) magyar vegyészmérnök, 1975–1980 között nehézipariminiszter-helyettes, 1981-től 1991 októberéig az Országos Kőolaj- és Gázipari Tröszt vezérigazgatója volt.

## Életpályája
Cegléden, a Kossuth Lajos Gimnáziumban érettségizett 1950-ben.  Ezt követően a Veszprémi Vegyipari Egyetemen tanult, ahol 1954-ben szerzett vegyészmérnöki diplomát. Szolnokon, a Tiszamenti Vegyiműveknél kezdett el dolgozni. Később a kénsavgyár üzemvezetője lett. Részt vett a gyár fejlesztésében, részese volt a Vegyiművek műtrágya gyárának, mosószer üzemének, a polifoszfát- és fluorsó-üzemének a kiépítésében. Később a Tiszamenti Vegyiművek főmérnöke lett, ezt a beosztást 1967-ig töltötte be. Közben, 1959–1961 között a Marx Károly Közgazdaságtudományi Egyetemen elvégezte a mérnök-közgazdász szakot.
1967-ben kinevezték a vegyi szál gyártásával foglalkozó nyergesújfalui Magyar Viscosa Gyár (ma: Zoltek Zrt.) vezérigazgatójává.
1975-ben Szekér Gyula minisztersége idején nehézipariminiszter-helyettessé nevezték ki. Miniszterhelyettesként a magyar szénhidrogén-ipart és egyes nagy vegyi üzemeket felügyelte. Miniszter-helyettesi posztját 1980 végéig töltötte be.
1981. január 1-jétől kinevezték a Országos Kőolaj- és Gázipari Tröszt (OKGT) vezérigazgatójának, e poszton Bán Ákost követte. Ipari vezetőként szerepe volt az Adria-kőolajvezeték, majd később a százhalombattai katalitikus krakküzem elindításában.
1975-től 1990-ig vezetője volt a vezetékes földgázellátás fejlesztését koordináló tárcaközi bizottságnak.
1985-től 1987-ig az Általános Vállalkozási Bank igazgatóságának tagja, majd elnöke, 1987-től 1991-ig a Budapest Bank igazgatóságának tagja volt.
1987-től 2010-ig volt tagja a Pénzügykutató Rt., majd Zrt igazgatóságának.
1994–1995-ben a MOL Rt igazgatóságának tagja, és az igazgatóság elnökhelyettese volt..
1991-től 2008-ig külső szakértő-tanácsadója volt a Paribas, illetve a BNP Paribas Hungária Banknak.

## Kitüntetései[3]
- Munka Érdemrend arany fokozata (1979)
- Wahlner Aladár-emlékérem (1986)
- Eötvös Loránd-díj (1988)